# Chapelle Sainte-Madeleine d'Emptinal
Pour les articles homonymes, voir Chapelle Sainte-Madeleine.
La chapelle Sainte-Madeleine est un édifice religieux catholique situé dans le hameau d'Emptinal et dans la commune de Ciney en province de Namur (Belgique). La chapelle est classée au patrimoine immobilier de Wallonie.

## Situation
La chapelle est bâtie au centre d'Emptinal, hameau du Condroz qui a la particularité d'être à cheval sur deux communes : Hamois et Ciney. La chapelle se trouve sur le territoire de Ciney. La limite communale se situe au niveau de la grille d'accès, au pied sud de l'édifice. 

## Historique
Cet édifice classique date de la seconde moitié du XVIIIe siècle. Le chevet est ajouté lors d’une seconde phase de construction

## Description
Entourée de quatre frênes et d'une pelouse qui faisait jadis office de cimetière, la chapelle est construite principalement en pierre calcaire ainsi qu'en grès en moindre proportion. Elle possède une nef de deux longues travées percées chacune de baies à linteau bombé et clé sur montants harpés ainsi qu’un chevet d'une travée avec une baie à linteau en anse de panier à clé et d'un chœur à trois pans coupés avec baie sur le pan central. La façade est aveugle, la porte d'entrée se trouvant au début de la nef sud. La toiture en ardoises est surmontée d’un clocheton carré à flèche octogonale, surmonté par une croix en fer forgé.

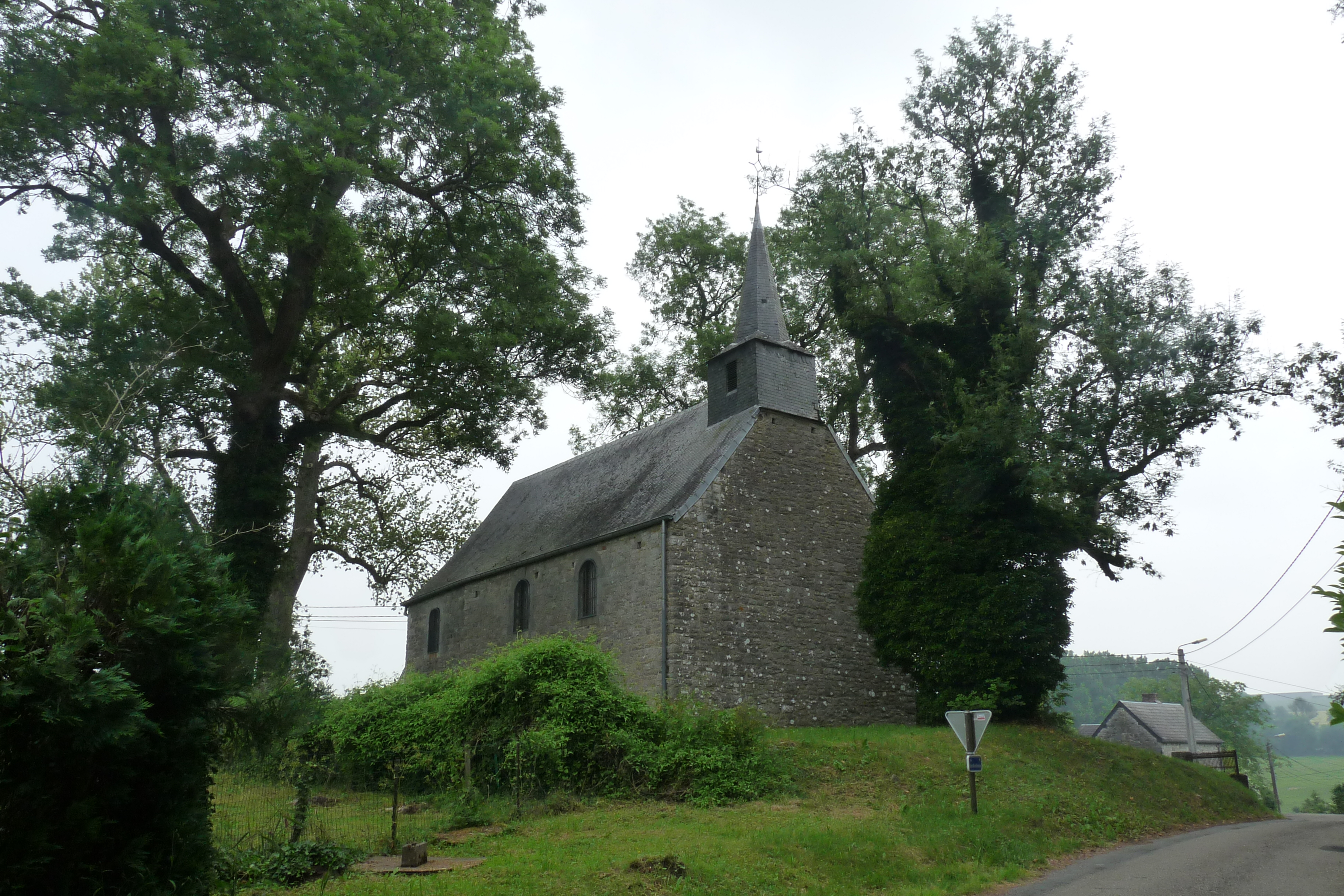

## Classement
La chapelle Sainte-Madeleine, le mur du cimetière et l'ensemble formé par cet édifice et ses abords sont un bien classé depuis le 10 mars 1981 et sont repris sur la liste du patrimoine immobilier classé de Ciney.